# Benken (St. Gallen)
Benken – miejscowość i gmina we wschodniej Szwajcarii, w kantonie St. Gallen, w okręgu See-Gaster.

## Demografia
W Benken mieszka 3 025 osób. W 2021 roku 12,9% populacji gminy stanowiły osoby urodzone poza Szwajcarią. 

## Transport
Przez teren gminy przebiegają autostrady A3 i A15 oraz droga główna nr 427.